# Erich Gamma
Erich Gamma (Zúrich, 1961) es un informático suizo. Es actualmente empleado de Microsoft tras pasar por IBM Rational software y ser director del Object Technology International Zurich Lab en Zúrich liderando el desarrollo de la plataforma Eclipse.
Formó parte del grupo de los cuatro (Gang of Four o, simplemente, GoF) que popularizaron los patrones de diseño. También fue el creador de JUnit, junto a Kent Beck.
Se unió al equipo de Visual Studio en Microsoft a mediados del 2011.

## Libros
- Erich Gamma et al., Design Patterns, Addison-Wesley Professional, 1997, ISBN 0-201-63361-2. Con edición en español de Addison-Wesley Iberoamericana, ISBN 84-7829-059-1.
- Erich Gamma, Kent Beck, Contributing to Eclipse, Addison-Wesley Professional, 2003, ISBN 0-321-20575-8

- Datos: Q92838